# Schorbach (Grenff)
Der Schorbach ist ein rechter Nebenfluss der Grenff im Schwalm-Eder-Kreis in Hessen.

## Verlauf
Der Schorbach entspringt nördlich von Olberode im Knüll, wird im Dorf unmittelbar nördlich der Bundesstraße 454 zu einem Teich aufgestaut, fließt danach in allgemein südwestlicher Richtung nach Schorbach, biegt vor Erreichen des Orts nach Süden um, durchfließt das Dorf, nimmt dabei den von Westen kommenden kleinen Wälzebach auf, und mündet schließlich, nach insgesamt 5,2 km Fließstrecke, bei der Steinmühle (nahe Fluss-km 17,05) rechtsseitig, von Norden, in die Grenff.

## Namensbedeutung
Der Name ist eine Zusammensetzung aus -bach und Schor. Schor ist ein alter Name der europäischen Sumpfschildkröte (Emys orbicularis, ehemals Emys lutaria). Es ist davon auszugehen, dass selbige in diesem Bach angesiedelt war. Alternativ könnte sich das Wort vom mittelniederdeutschen schore „Ufer, Küste, sanfter Abfall“ ableiten.